# Choreutis streptatma
Choreutis streptatma är en mal i familjen Choreutidae. Den beskrevs av Edward Meyrick 1938. Den finns på Nya Guinea och på Buru.